# Brooklyn Nets
Brooklyn Nets este un club de baschet în NBA care evoluează în Divizia Atlantic din Conferința de Est. Echipa își joacă meciurile de acasă în Barclays Center din Brooklyn.

## Istoria francizei
Clubul a fost înființat în 1967, făcând parte din American Basketball Association. Proprietar la momentul respectiv era Arthur Brown, care mai lucrase în trecut cu câteva echipe ale AAU, și avea experiența necesară să preia franciza din New York. Echipa s-a numit inițial New York Americans, datorită dorinței lui Brown de a juca pe terenul Regimentului 69, în Manhattan. Americans nu au jucat, însă, niciodată pe acel teren, care a renunțat la contract cu 3 luni înainte de deschidere, datorită unor presiuni din partea New York Knicks.
Brown a reușit să-și mute echipa în arsenalul din Teaneck, New Jersey, schimbând totodată numele echipei (dar nu și al francizei) în New Jersey Americans. În primul lor sezon s-au descurcat foarte bine, ajungând în playoffs. Problema terenului, însă, i-a urmărit și în Jersey, pierzând un meci împotriva Kentucky Colonels datorită faptului că arsenalul din Teaneck era ocupat, iar arena care ar fi înlocuit-o nu prezenta condiții optime de joc.
În sezonul următor (68-69), echipa a rămas să joace în Long Island Arena, în New York, schimbându-și încă o dată numele, în New York Nets, nume care avea legătură cu baschetul (plasa făcând parte din coș), dar și cu celelalte echipe profesioniste din New York: New York Mets (baseball) și New York Jets (fotbal american). 

### 1970
Nets au câștigat primul lor titlu ABA în 1974, în mare parte datorită lui Julius Erving, care a fost votat și MVP. Acesta i-a condus spre victorie și 2 ani mai târziu, împotriva celor de la Denver Nuggets.
În 1976, mixtura ABA-NBA a avut loc, iar datoriile echipei nu au permis taxa de intrare în ligă. Patronul de atunci, Roy Boe, s-a văzut nevoit să-l vândă pe Julius Erving celor de la Philadelphia 76ers, pentru suma de $3 milioane, care acoperea taxa de anexare la ligă.

### 1990
Începutul anilor '90 au venit cu schimbări majore pentru echipă, care fără Julius Erving și restul jucătorilor importanți pierduseră un număr impresionant de jocuri. Celor de la Nets li s-a alăturat un trio care avea să ridice statisticile pentru echipă: Derrick Coleman, Kenny Anderson, și mai ales croatul Dražen Petrović. Acesta a avut un impact imediat asupra echipei, ajungând MVP, și devenind o extremă foarte valoroasă în întregul NBA. Petro, cum îl porecliseră americanii, a murit în 1993, într-un accident de mașină, în Germania. Parcă mai determinată, echipa a câștigat 45 de meciuri, iar Anderson și Coleman au ajuns în echipa All-Star în același sezon.
Între 1996-1998, alți trei jucători de marcă au ajuns în New Jersey: Kerry Kittles, Keith Van Horn și Lucious Harris. Sub îndrumarea antrenorului John Calipari, Nets -care în 1998 schimbaseră și emblema echipei, ajungând la cea curentă- au câștigat 43 de jocuri și au ajuns în playoffs, unde, însă, au fost învinși de Chicago Bulls.  

### 2000

Logo perioada 1997-2012

În 2000, franciza l-a angajat ca președinte pe Rod Thorn, cunoscut pentru aducerea lui Michael Jordan la Bulls. Thorn a început să facă modificări rapid, iar lângă Stephon Marbury și Keith Van Horn -deja staruri în Jersey- au ajuns Kenyon Martin și Richard Jefferson, o mișcare foarte bună pentru a "întineri" banca celor de la Nets. De asemenea, Thorn l-a angajat pe Byron Scott, un antrenor de succes.
Un an mai târziu, în 2001, Thorn a făcut cea mai îndrăzneață mișcare: l-a dat pe Stephon Marbury celor de la Phoenix Suns, la schimb pentru Jason Kidd, cel ce avea să devină o legendă și un adevărat lider pentru New Jersey Nets. El a condus New Jersey spre o finală NBA în 2002, în care au fost învinși de cei de la Lakers.
2004 l-a adus pe banca celor de la Nets pe Lawrence Frank, cel care avea să le fie antrenor până în 2009. Un an mai târziu a avut loc completarea ”The Big Three” (Marele Trio) în Continental Airlines Arena, odată cu aducerea lui Vince Carter de la Toronto Raptors. Carter a umplut stadionul din East Rutherford, făcând un show extraordinar și marcând un număr impresionant de puncte, alături de Jefferson și Kidd.
Trio-ul a continuat să mențină echipa la un nivel ridicat, până la plecarea lui Kidd în 2008, la Dallas Mavericks. Sezonul următor, Jefferson avea să plece și el -deși își exprimase dorința de a rămâne cu Nets până la retragere- la Milwaukee Bucks, pentru Yi Jianlian și Bobby Simmons. Lui Carter, însă, i s-au alăturat viitorul All-Star Devin Harris, puternicul Brook Lopez, veteranul Eduardo Najera și Keyon Dooling. 
Cu toate acestea, Vince Carter a părăsit New Jersey în 2009, o mișcare care i-a adus pe Courtney Lee, Rafer Alston și Tony Battie de la Orlando Magic.

### 2010
În septembrie 2009, Mihail Prohorov a acceptat să plătească 200 de milioane de dolari pentru a deveni acționar majoritar al francizei. Al doilea cel mai bogat om al Rusiei a început să facă schimbări, precum aducerea lui Avery Johnson ca antrenor de la Dallas, a negociat contracte cu LeBron James și Carmelo Anthony (ambele nefinalizate), și, împreună cu Bruce Ratner și Jay-Z, au stabilit mutarea înapoi în Brooklyn, New York, odată ce Barclays Center va fi complet.
În martie 2011, Nets, alături de Toronto Raptors, au fost primele echipe din NBA care au juca un meci de sezon regulat în Europa, la O2 Arena, în Londra.
Pe data de 4 martie 2011, Nets, conduși de nou achiziționatul star Deron Williams, i-au învins pe Toronto Raptors scor 116-103. Pentru echipă, această victorie a însemnat un pas înainte, ei revenind dintr-o serie de 6 jocuri pierdute, plus problemele lui Williams la încheietura mâinii drepte.
Pe data de 5 martie 2011, Nets înving Toronto încă o dată într-un meci spectaculos încheiat în a treia repriză de prelungire, în mare parte mulțumită lui Travis Outlaw, care înscrie prin aruncări libere și blochează o lovitură. Andrea Bargnani încearcă o lovitură la sfârșit, însă ratează, iar Nets sunt din nou aproape de o triplă reușită, câștigând al doilea meci în Londra scor 137-136.
Ca urmare a jocurilor de la Londra, Nets reușesc să câștige 5 jocuri consecutive (dintre care ultimul împotriva Boston Celtics), pentru prima dată din sezonul 2007-2008. Șirul a fost oprit de Chicago, pe data de 17 martie 2011.

### 2012
Ajutându-se de fondurile consistente puse la dispoziție de patronul Prohorov, dar și de așa-zisa luxury tax, Nets au îmbunătățit dramatic echipa înainte de primul lor sezon în Brooklyn. După ce au fost probleme cu aducerea lui Dwight Howard, echipa a decis să rămână cu Brook Lopez la centru, el devenind deja un jucător-franciză, alături de Deron Williams. Li s-au alăturat experimentatul Joe Johnson, C.J. Watson, Reggie Evans și Gerald Wallace, și el achiziționat anterior dar semnând un contract pe o perioadă mai lungă.